# Iseult Gonne
Pour les articles homonymes, voir Gonne.
 (mars 2025).
Le contenu est difficilement compréhensible vu les erreurs de traduction, qui sont peut-être dues à l'utilisation d'un logiciel de traduction automatique.
Iseult Lucille Germaine Gonne, née le 6 août 1894, morte le 22 mars 1954, est une poète franco-irlandaise.
Fille de Maud Gonne, comédienne et militante indépendantiste irlandaise, et de Lucien Millevoye journaliste et homme politique français. Elle est également l'épouse du romancier Francis Stuart.

## Biographie
Iseult Gonne naît le 6 août 1894, fille illégitime de Maud Gonne, comédienne et militante de la cause irlandaise et du boulangiste Lucien Millevoye, son amant.
Ses parents se rencontrent à Paris en 1886. En 1890 alors que Maude est exilée à Paris, ayant du fuir l'Irlande en raison de ses actions contestataires, ils ont un fils, Georges Silvère. Celui-ci meurt l'année suivante d'une méningite. Maude, bouleversée, fait construire une grande chapelle commémorative. Elle peine à se remettre de la perte de son enfant, dans son testament, elle demande qu'à sa mort les chaussures de bébé de Georges soient enterrées avec elle. Elle se sépare de Millevoye peu après la mort de leur enfant, mais fin 1893, elle lui donne rendez-vous au mausolée de Samois-sur-Seine et avec comme projets d'avoir une relation sexuelle à côté du sarcophage de leur enfant. Elle espère ainsi, en concevant un enfant avec le même père, permettre à l'âme de Georges de se transmigrer dans le corps du futur enfant par métempsycose. En effet Maude Gonne est attirée par les mondes occultistes et spiritualistes auxquels son amant, le poète W. B. Yeats. l'a initiée, en 1891 elle rejoint même l'Hermetic Order of the Golden Dawn, un groupuscule ésotérique londonien.
La jeune Iseult est élevée au Carmel de Laval, dirigé par Suzanne Foccart, sa marraine. De retour en Irlande, on la présente en public comme la nièce ou parfois la cousine de Maud plutôt que sa fille.
Iseult Gonne était d'une grande beauté, elle a fasciné plusieurs figures littéraires, comme Ezra Pound, Lennox Robinson et Liam O'Flaherty. Sa plus célèbre association est avec William Butler Yeats, un des anciens amours de sa mère. En 1916, ayant alors la cinquantaine, Yeats propose d'épouser Iseult alors âgée de 22 ans, et qu'il avait connue à l'âge de 4 ans. Malgré son refus, il devient pour elle une vraie figure paternelle. Sa relation avec son beau-père John MacBride a longtemps été entachée en raison de rumeurs d'abus de sa part. Yeats a écrit à Lady Gregory en janvier 1905, le mois ou MacBride et Maud se sont séparés, qu'on lui avait dit que MacBride avait violé Iseult, qui à cette époque avait 11 ans.
En 1913, Iseult Gonne fait la rencontre de Rabindranath Tagore, poète et philosophe bengali. Touchée par la beauté de son œuvre, elle entreprend l’apprentissage du bengali l’année suivante auprès de Devabrata Mukerjea. Ensemble, ils traduisent Le Jardinier, un recueil de poèmes de Tagore, du bengali vers le français. Ces traductions, cependant, ne seront jamais publiées.
En 1920, elle s'enfuit à Londres avec l'écrivain irlandais-australien, Francis Stuart. Sous la pression de leurs parents, le couple se marie plus tard. Leur premier enfant, Dolores, meurt en 1921 d'une méningite cérébro-spinale à l'âge de trois mois. Le couple a deux autres enfants, Ian et Catherine.
Iseult Gonne fait la une des journaux lors au cours de la Seconde Guerre mondiale, quand elle a été traduite en justice pour l'hébergement d'Hermann Görtz, un parachutiste allemand, un fait qu'elle a avoué mais pour lequel elle a été acquittée.
À la mort de Maud Gonne en 1953, Iseult n’est pas mentionnée dans son testament, ni reconnue officiellement comme sa fille. Elle s’éteint à son tour l’année suivante, en 1954.